# Consiglio dei ministri della Repubblica Democratica Tedesca
Il Consiglio dei Ministri della Repubblica Democratica Tedesca (in tedesco: Ministerrat der Deutschen Demokratischen Republik) è stato l'organo esecutivo dello Stato tedesco orientale dal novembre 1950 fino alla riunificazione con la Germania Ovest il 3 ottobre 1990. Inizialmente era costituito da 18 membri, ma nel 1989 ne diventarono 44.
Nella Costituzione della Germania Est, il Consiglio dei ministri era definito formalmente come il governo della RDT, nonostante il ruolo di guida fosse stato comunque affidato al Partito Socialista Unificato di Germania (SED). Quindi il Consiglio dei ministri non era de facto l'organo più importante dello Stato, ma aveva soltanto il ruolo di implementare le politiche della SED all'interno dell'amministrazione pratica. In particolare, i ministeri erano subordinati al segretario del comitato centrale responsabile del loro portafoglio e, almeno non in via ufficiale, al segretario generale.

## Struttura

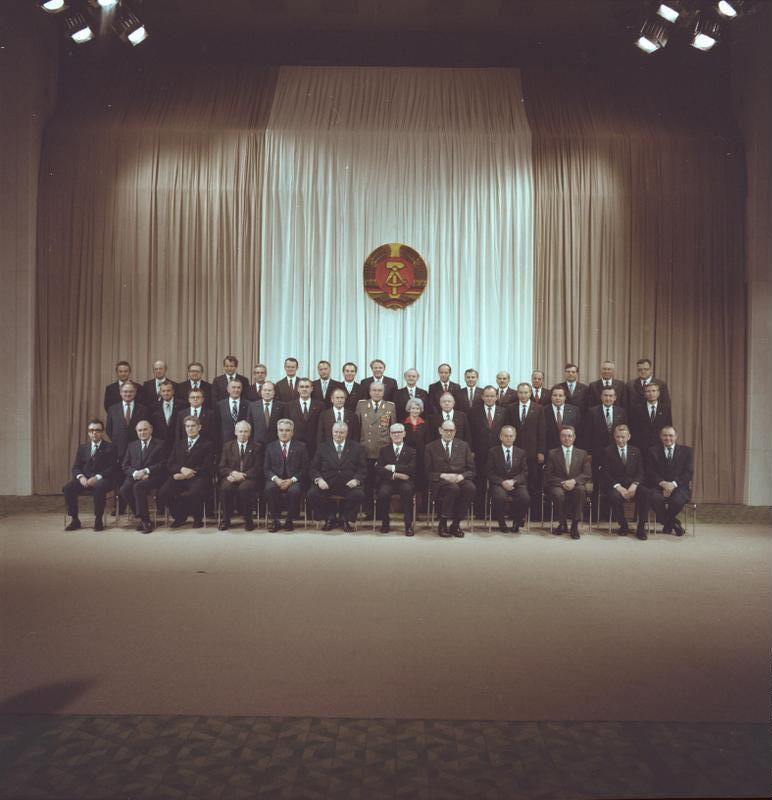
Fotografia ufficiale del governo della RDT del giugno 1981.

Il Consiglio era guidato da un presidente (Vorsitzender), l'equivalente del primo ministro. Vi erano due primi deputati presidenti, altri nove deputati presidenti ed insieme ad alcuni ministri chiave formavano il Präsidium del consiglio, che aveva il compito di preparare tutte le decisioni nelle consultazioni con i responsabili del comitato centrale (Zentralkomitee) del SED, in particolare il Politbüro. Il Präsidium gestiva gli affari giornalieri del Consiglio attraverso i suoi incontri settimanali che si svolgevano regolarmente di mercoledì, per eseguire le risoluzione delle riunioni settimanali del Politburo (ogni martedì). Se necessario, i segretari e capi dei dipartimenti del comitato centrale erano autorizzati a dare istruzione ai ministri.
Fino alla Wende dell'autunno del 1989, i primi deputati presidenti sono stati Werner Krolikowski e Alfred Neumann, entrambi membri del Politburo. Tra gli altri presidenti deputati vi erano i leader dei quattro partiti alleati (Blockparteien), il presidente della Commissione di stato per la pianificazione, il presidente della Staatsbank der DDR (Banca di stato della RDT) ed altri segretari di stato che spesso erano i direttori d'ufficio nel Consiglio. Tutti i membri del Consiglio venivano scelti dalla Volkskammer (Camera del popolo) per un mandato di cinque anni. All'interno della struttura centralizzata della RDT, le amministrazioni delle città, contee e distretti erano subordinate al Consiglio.
Dopo l'abbandono del potere da parte della SED nel novembre del 1989, l'ultimo primo ministro comunista, Hans Modrow, divenne di fatto il leader della RDT fino a quando non venne succeduto da Lothar de Maizière dopo le uniche elezioni libere della Germania Est organizzate nel marzo del 1990.  De Maizière rimase in carica durante il periodo di transizione verso la riunificazione delle due Germanie nell'ottobre del 1990.
Il precedente parlamento dello stato prussiano (Preußischer Landtag) servì come sede del Consiglio dal 1950 al 1953, mentre dal 1961 al 1990 gli uffici del Consiglio furono ospitati nella vecchia hall cittadina di Berlino est al numero 47 Klosterstraße. La gazzetta ufficiale della RDT (Gesetzblatt der DDR) veniva pubblicata dal Consiglio stesso e il suo ufficio stampa rendeva pubblici gli annunci del governo ed era responsabile dell'accredito di giornali stranieri nella RDT.
I singoli ministeri avevano le proprie sedi nei quarti di Berlino Est, sebbene l'ex edificio del ministero dell'aviazione del Reich sulla Leipziger Straße fosse occupato dai ministeri orientati sul settore industriale.

## Presidenti del Consiglio dei Ministri
| # | Ritratto | Nome                          | Data insediamento | Fine mandato      | Partito                                                                     |
| - | -------- | ----------------------------- | ----------------- | ----------------- | --------------------------------------------------------------------------- |
| 1 |          | Otto Grotewohl                | 12 ottobre 1949   | 21 settembre 1964 | Partito Socialista Unificato di Germania                                    |
| 2 |          | Willi Stoph (primo mandato)   | 21 settembre 1964 | 3 ottobre 1973    | Partito Socialista Unificato di Germania                                    |
| 3 |          | Horst Sindermann              | 3 ottobre 1973    | 29 ottobre 1976   | Partito Socialista Unificato di Germania                                    |
|   |          | Willi Stoph (secondo mandato) | 29 ottobre 1976   | 7 novembre 1989   | Partito Socialista Unificato di Germania                                    |
| 4 |          | Hans Modrow                   | 8 novembre 1989   | 12 aprile 1990    | Partito Socialista Unificato di Germania/Partito del Socialismo Democratico |
| 5 |          | Lothar de Maizière            | 12 aprile 1990    | 2 ottobre 1990    | Unione Cristiano-Democratica di Germania                                    |

## Ministri e ministeri
- Ministero della difesa nazionale:[1] Willi Stoph, Heinz Hoffmann, Heinz Keßler, Theodor Hoffmann, Rainer Eppelmann (1990)
- Ministero degli affari esteri: Georg Dertinger (1949–1953), Lothar Bolz (1953–1965), Otto Winzer (1965–1975), Oskar Fischer (1975–1990), Markus Meckel (1990), Lothar de Maizière, (1990)
- Ministero della sicurezza di stato (Stasi):[2] Wilhelm Zaisser, Ernst Wollweber, Erich Mielke, Wolfgang Schwanitz
- Ministero degli interni: Karl Steinhoff, Karl Maron, Friedrich Dickel; Lothar Ahrendt, Peter Michael Diestel (1990)
- Ministero delle finanze: Hans Loch, Willy Rumpf, Siegfried Böhm (1966–80), Werner Schmieder, Ernst Höfner (1981–90), Uta Nickel (1989/90), Walter Romberg, Werner Skowron (1990)
- Ministero dei trasporti: Hans Reingruber, Erwin Kramer, Otto Arndt, Heinrich Scholz, Herbert Keddi, Horst Gibtner (1990)
- Ministero delle poste e delle telecomunicazioni: Friedrich Burmeister, Rudolph Schulze (CDU), Klaus Wolf (CDU), Emil Schnell (1990)
- Ministero della cultura: Johannes R. Becher, Alexander Abusch, Hans Bentzien, Klaus Gysi, Hans Joachim Hoffmann, Dietmar Keller, Herbert Schirmer (1990)
- Ministero dell'istruzione popolare: Elizabeth Zaisser, Fritz Lange, Alfred Lemmnitz, Margot Honecker (1963–1989, Helga Labs, Hans Heinz Emons)
- Ministero dell'educazione superiore e tecnica: Ernst Joachim Gießmann, Hans Joachim Böhme
- Ministero della scienza e della tecnologia: Herbert Weiz (1974–89), allo stesso tempo nel periodo 1967-89 è stato presidente deputato del Consiglio; Peter Klaus Budig (LDPD)
- Ministero della salute: Luitpold Steidle (1949–58), Max Sefrin (1958–71), Ludwig Mecklinger, Klaus Thielmann, Jürgen Kleditzsch (1990)
- Ministero della protezione ambientale della gestione dell'acqua: Werner Titel (1971), Hans Reichelt (DBD), Karl H. Steinberg (1990)
- Ministero della giustizia: Max Fechner, Hilde Benjamin, Kurt Wünsche (LDPD, anche 1990), Hans Joachim Heusinger (LDPD)
- Ministro e Presidente dell'ispezione dei lavoratori e contadini (Arbeiter- und Bauerninspektion): Heinz Matthes
- Presidente della Commissione di stato per la pianificazione: Heinrich Rau, Bruno Leuschner, Karl Mewis, Erich Apel, Gerhard Schürer
- Direttore dell'ufficio stampa: Kurt Blecha, Wolfgang Meyer
- Ministeri delle industrie(1961-1965 nel corso del Nuovo Sistema Economico i ministeri furono unificati in un unico organo economico gestito dal suo presidente Alfred Neumann): 
  - Ministero dell'industria mineraria, metallurgica e della potassa: Kurt Fichtner, Kurt Singhuber (1967–89)
  - Ministero dell'elettro-tecnologia e dell'elettronica: Otfried Steger, Felix Meier
  - Ministero del carbone e dell'accaio: Wolfgang Mitzinger
  - Ministero dell'industria chimica: Siegbert Löschau, Günther Wyschofsky
  - Ministero dell'industria della struttura edilizia: Lothar Bolz (1949–53), Heinz Winkler (1953–58), Ernst Scholz, Wolfgang Junker (1963–89); Gerhard Baumgärtel, Axel Viehweger (1990)
  - Ministero dell'industria di base
  - Ministero dell'industria del vetro e delle ceramiche: Werner Greiner Petter, Karl Grünheid (1983–89)
  - Ministero della gestione azionistica: Alfred Neumann (1965–68), Manfred Flegel, Wolfgang Rauchfuß
  - Ministero delle strumentazioni e della costruzione di macchine processabili: Rudi Georgi (1973–89)
  - Ministero della costruzione generale dei veicoli, delle machine e dei macchinari agricoli (dal 1990: ingegneria meccanica): Günther Kleiber, Gerhard Tautenhahn, Karl Grünheid
  - Ministero della costruzione di macchine e strumenti pesanti (dal 1990: industria pesante): Fritz Selbmann, Rolf Kersten, Hans Joachim Lauck, Kurt Singhuber
  - Ministero del territorio, delle foreste e dell'industria alimentare: Ernst Goldenbaum, Paul Scholz, Georg Ewald, Heinz Kuhrig, Bruno Lietz; Hans Watzek, Peter Pollack (1990)
  - Ministero dell'industria leggera: Karl Bettin, Werner Buschmann, Gunter Halm (NDPD)
  - Ministero dell'industria distrettuale e alimentare: Erhard Krack, Udo Dieter Wange
- Ministero del commercio e del rifornimento: Curt Heinz Merkel, Karl Hamann, Gerhard Lucht, Günter Sieber (1965–72), Manfred Flegel 
  - Commercio estero: Georg Ulrich Handke, Heinrich Rau (1955–61), Julius Balkow, Horst Sölle, Gerhard Beil 1989;
- Ministero dell'economia (dal 1989): Christa Luft (1989/90), Gerhard Pohl (1990)
- Ministero del turismo (nuovo dal 1989): Bruno Benthien (LDPD)
- Ministero del lavoro e dei salari (nuovo dal 1989)/lavoro e sociale (dal 1990): Hannelore Mensch, Jürgen Kleditzsch
  - Famiglia e donne (1990): Christa Schmidt (CDU)